# Luigi di Salm-Salm
Luigi Carlo Ottone di Salm-Salm ((in francese:  Louis Charles Otthon de Salm-Salm; Anversa, 22 agosto 1721 – Senones, 29 luglio 1778) era il figlio primogenito del ricco Nicola Leopoldo, primo principe di Salm-Salm, duca di Hoogstraten, vil-e-renegravio (1701-1770) e membro dell'estesa casata nobiliare di Salm.

## Vita
I suoi genitori Nicola Leopoldo di Salm-Salm e Dorotea di Salm (1702-1751) ebbero in totale 18 figli. Secondo il principio della successione di primogenitura, era chiaro che Luigi Carlo Ottone avrebbe ereditato e tutti gli altri fratelli sarebbero rimasti esclusi. Quando entrò nel clero (nel 1742 divenne abate di Bohéries e poi di altre due abbazie), il padre e la famiglia videro minacciata la successione dinastica. Adesso c'era persino la possibilità che l'eredità potesse eventualmente spettare alla Chiesa. Pertanto, nel suo testamento, il padre si discostava dal diritto di famiglia, in cui era prevista la primogenitura per garantire la continuità della famiglia. Il figlio Massimiliano chiese un fedecommesso che gli vedesse riconosciuto il diritto di figlio secondogenito. Con la morte del padre, iniziarono le azioni legali presso il tribunale imperiale di Vienna per l'interpretazione del testamento. Alcuni dei numerosi fratelli presero posizioni mutevoli in questa disputa, che portò all'invasione temporanea della città residenziale di Senones. La disputa legale fu risolta in via extragiudiziale con la cosiddetta pace fraterna di Parigi del 3 luglio 1771. Massimiliano Federico Ernesto di Salm-Salm ereditò il titolo, i diritti e le rendite dei duchi di Hoogstraeten. Solo due anni dopo questo insediamento Massimiliano Federico Ernesto morì nel 1773.

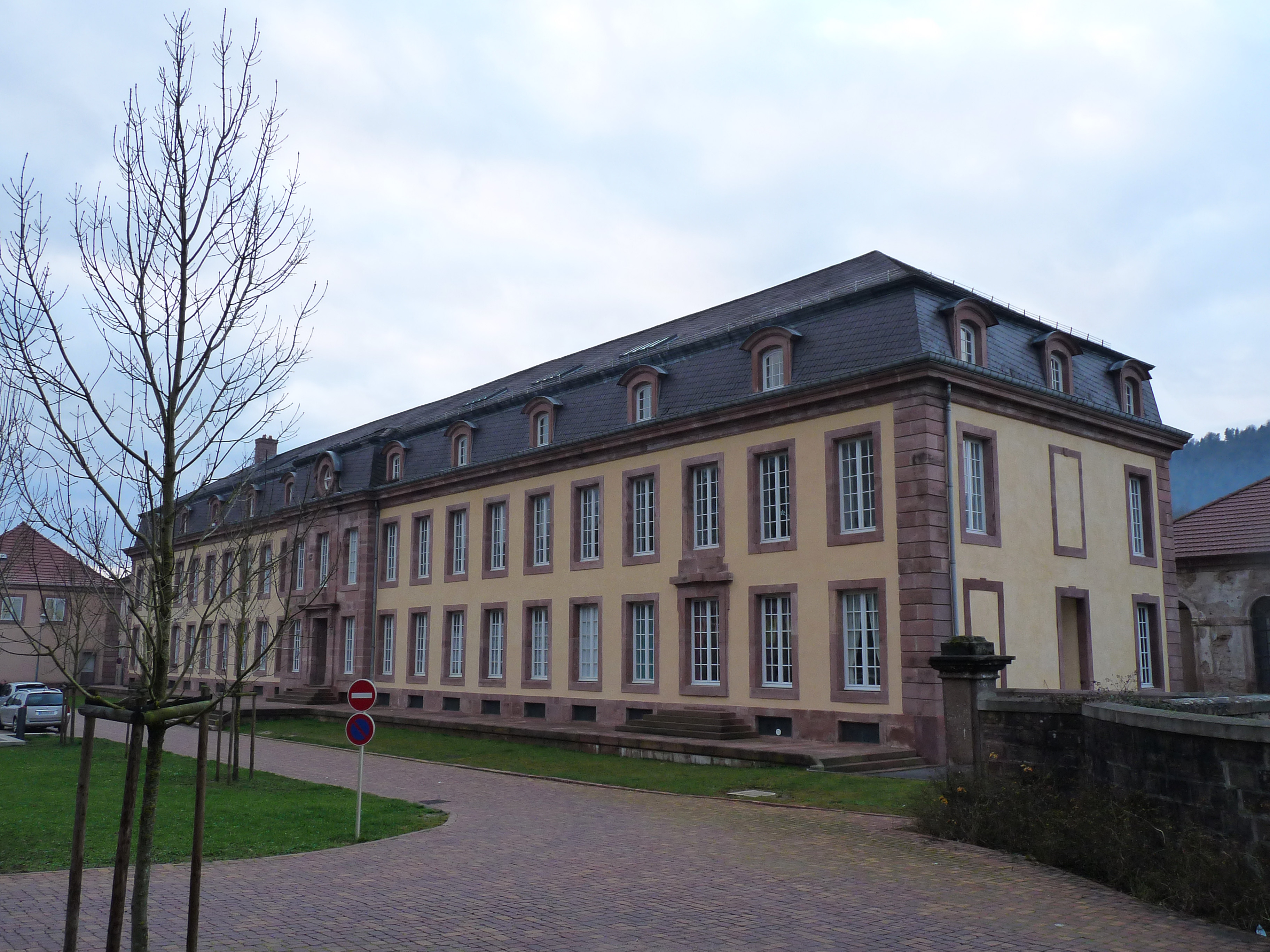
Il castello di Senones iniziato da Luigi Carlo Ottone

Luigi Carlo Ottone si dimise dal clero prima della successione e, all'età di 54 anni, tre anni prima della sua morte, sposò il 30 maggio 1775 la ventottenne Marie Anne Felicité contessa di Horion (12 maggio 1743 - 9 maggio 1800), figlia del cancelliere del principe vescovo di Liegi. Il suo periodo di regno come secondo principe di Salm-Salm nei Vosgi durò solo otto anni. Anche la facciata esterna del castello di Senones, da lui commissionata, non fu completata. Cinque anni dopo la morte del fratello minore Massimiliano, morì il 29 luglio 1778 senza eredi maschi diretti.
Costantino, figlio del fratello minore Massimiliano, divenne l'erede come duca di Hoogstraeten e quindi il terzo principe di Salm-Salm. La rivoluzione francese pose fine alla breve esistenza del principato di Salm-Salm dopo appena due anni ma nel 1803 fu creato un secondo principato di Salm-Salm su territori già appartenenti al principato vescovile di Münster e ai domini che la famiglia già possedeva in Germania. Nel 1810 l'imperatore Napoleone pose fine al dominio sul castello di Anholt e su Hoogstraten. Nemmeno il congresso di Vienna ripristinò l'indipendenza dei territori annessi. Da quel momento in poi, i principi di Salm-Salm e Salm-Kyrburg diventarono principi mediatizzati nel regno di Prussia. L'eredità reale di Nicola Leopoldo, principe di Salm-Salm, duca di Hoogstraeten, vilgravio e renegravio, era andata perduta 40 anni dopo la sua morte.
Come il padre Nicola Leopoldo, anche il figlio Luigi riconobbe il valore dei titoli legali. Tra le altre cose, divenne erede e signore del castello di Loon op Zand, vicino a Tilburg (provincia del Brabante Settentrionale, Paesi Bassi). Nel 1774, Luigi acquistò anche il nobile feudo di Peenekamp ad Anholt e presto ne trasferì la proprietà al fratello Carlo Alessandro (1735-1796).

## Ascendenza
|                                         |                           |                                            | Genitori                                          |  |  | Nonni |  |  | Bisnonni                    |  |  | Trisnonni                  |  |
|                                         |                           |                                            |                                                   |  |  |       |  |  | 8. Carlo Fiorentino di Salm |  |  | 16. Federico Magno di Salm |  |
|                                         |                           |                                            |                                                   |  |  |       |  |  | 8. Carlo Fiorentino di Salm |  |  | 16. Federico Magno di Salm |  |
|                                         |                           | 17. Margherita Thésart                     |                                                   |  |  |       |  |  | 8. Carlo Fiorentino di Salm |  |  |                            |  |
| 4. Guglielmo Fiorentino di Salm         |                           |                                            |                                                   |  |  |       |  |  | 8. Carlo Fiorentino di Salm |  |  |                            |  |
|                                         |                           | 9. Maria Gabriella di Lalaing              | 18. Alberto di Lalaing                            |  |  |       |  |  |                             |  |  |                            |  |
|                                         |                           | 9. Maria Gabriella di Lalaing              | 18. Alberto di Lalaing                            |  |  |       |  |  |                             |  |  |                            |  |
|                                         |                           | 9. Maria Gabriella di Lalaing              | 19. Isabella di Ligne                             |  |  |       |  |  |                             |  |  |                            |  |
| 2. Nicola Leopoldo di Salm-Salm         |                           | 9. Maria Gabriella di Lalaing              |                                                   |  |  |       |  |  |                             |  |  |                            |  |
|                                         |                           | 10. Enrico Francesco di Mansfeld           | 20. Bruno III di Mansfeld                         |  |  |       |  |  |                             |  |  |                            |  |
|                                         |                           | 10. Enrico Francesco di Mansfeld           | 20. Bruno III di Mansfeld                         |  |  |       |  |  |                             |  |  |                            |  |
|                                         |                           | 10. Enrico Francesco di Mansfeld           | 21. Maria Maddalena di Torring-Seefeld            |  |  |       |  |  |                             |  |  |                            |  |
| 5. Maria Anna di Mansfeld               |                           | 10. Enrico Francesco di Mansfeld           |                                                   |  |  |       |  |  |                             |  |  |                            |  |
|                                         |                           | 11. Maria Luisa d'Aspremont-Nanteville     | 22. Carlo II d'Aspremont-Nanteville               |  |  |       |  |  |                             |  |  |                            |  |
|                                         |                           | 11. Maria Luisa d'Aspremont-Nanteville     | 22. Carlo II d'Aspremont-Nanteville               |  |  |       |  |  |                             |  |  |                            |  |
|                                         |                           | 11. Maria Luisa d'Aspremont-Nanteville     | 23. Maria Francesca di Mailly                     |  |  |       |  |  |                             |  |  |                            |  |
| 1. Luigi di Salm-Salm                   |                           | 11. Maria Luisa d'Aspremont-Nanteville     |                                                   |  |  |       |  |  |                             |  |  |                            |  |
|                                         | 12. Carlo Teodoro di Salm | 24. Leopoldo Filippo Carlo di Salm         |                                                   |  |  |       |  |  |                             |  |  |                            |  |
|                                         | 12. Carlo Teodoro di Salm | 24. Leopoldo Filippo Carlo di Salm         |                                                   |  |  |       |  |  |                             |  |  |                            |  |
|                                         | 12. Carlo Teodoro di Salm | 25. Maria Anna di Bronckhorst-Batenburg    |                                                   |  |  |       |  |  |                             |  |  |                            |  |
| 6. Luigi Ottone di Salm                 | 12. Carlo Teodoro di Salm |                                            |                                                   |  |  |       |  |  |                             |  |  |                            |  |
|                                         |                           | 13. Luisa Maria del Palatinato             | 26. Edoardo del Palatinato-Simmern                |  |  |       |  |  |                             |  |  |                            |  |
|                                         |                           | 13. Luisa Maria del Palatinato             | 26. Edoardo del Palatinato-Simmern                |  |  |       |  |  |                             |  |  |                            |  |
|                                         |                           | 13. Luisa Maria del Palatinato             | 27. Anna Maria di Gonzaga-Nevers                  |  |  |       |  |  |                             |  |  |                            |  |
| 3. Dorotea Francesca Agnese di Salm     |                           | 13. Luisa Maria del Palatinato             |                                                   |  |  |       |  |  |                             |  |  |                            |  |
|                                         |                           | 14. Maurizio Enrico di Nassau-Hadamar      | 28. Giovanni Ludovico di Nassau-Hadamar           |  |  |       |  |  |                             |  |  |                            |  |
|                                         |                           | 14. Maurizio Enrico di Nassau-Hadamar      | 28. Giovanni Ludovico di Nassau-Hadamar           |  |  |       |  |  |                             |  |  |                            |  |
|                                         |                           | 14. Maurizio Enrico di Nassau-Hadamar      | 29. Ursula di Lippe                               |  |  |       |  |  |                             |  |  |                            |  |
| 7. Albertina Giovanna di Nassau-Hadamar |                           | 14. Maurizio Enrico di Nassau-Hadamar      |                                                   |  |  |       |  |  |                             |  |  |                            |  |
|                                         |                           | 15. Anna Luisa di Manderscheid-Blankenheim | 30. Salentino Ernesto di Manderscheid-Blankenheim |  |  |       |  |  |                             |  |  |                            |  |
|                                         |                           | 15. Anna Luisa di Manderscheid-Blankenheim | 30. Salentino Ernesto di Manderscheid-Blankenheim |  |  |       |  |  |                             |  |  |                            |  |
|                                         |                           | 15. Anna Luisa di Manderscheid-Blankenheim | 31. Ernestina di Sayn-Wittgenstein-Hachenburg     |  |  |       |  |  |                             |  |  |                            |  |
|                                         |                           | 15. Anna Luisa di Manderscheid-Blankenheim |                                                   |  |  |       |  |  |                             |  |  |                            |  |